# Cymothoe orphnina
Cymothoe orphnina är en fjärilsart som beskrevs av Karsch 1894. Cymothoe orphnina ingår i släktet Cymothoe och familjen praktfjärilar. Inga underarter finns listade i Catalogue of Life.

## Bildgalleri

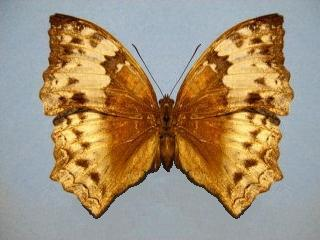
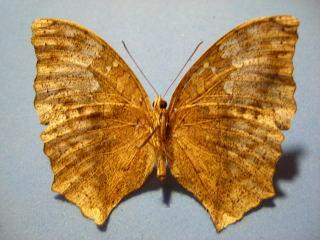